# Wandelsport Vlaanderen
Wandelsport Vlaanderen is in 2016 ontstaan uit de fusie van de drie afzonderlijke Vlaamse wandelsportfederaties: Aktivia vzw, De Vlaamse Wandelfederatie vzw en De Vrije Vlaamse Recreatiesporten vzw.
Wandelsport Vlaanderen is een overkoepelende unisportfederatie waarbij de meeste wandelverenigingen uit de vijf Vlaamse provincies zijn bij aangesloten.
De federatie is erkend door Sport Vlaanderen (het vroegere Bloso).

## Anderhalf miljoen wandelaars
Wandelsport Vlaanderen telt ongeveer een 320 aangesloten Vlaamse wandelclubs, goed voor ruim 75.000 aangesloten leden. Deze wandelclubs organiseren jaarlijks ongeveer een 1400 wandeltochten met ruim 1.500.000 aanwezige wandelaars.
De georganiseerde wandelingen zijn terug te vinden op de wandelkalender.

## Wandeltochten
Op deze wandeltochten kunnen de wandelaars veelal kiezen tussen minstens een korte, een middellange en een lange afstand; respectievelijk minder dan 10 km, tussen de 10 en 40 km of boven de 40 km.
De wandelingen zijn meestal individueel en verlopen op landelijke wegen, al dan niet verhard, met een specifieke voor het evenement aangebrachte bewegwijzering. 
Langs het parcours zijn er ook meerdere rustposten. De wandelaars beschikken in de meeste gevallen over een wandelboekje waarbij de afgelegde tocht met het aantal afgelegde kilometers in worden geregistreerd.

## Vrijwilligers
De organisatie van dergelijke wandeltochten, alsook het bestuur van de verschillende verenigingen bestaat quasi uitsluitend uit vrijwilligers. Die staan niet enkel in voor het dagelijks beheer van de vereniging maar eveneens voor het uitwerken van het parcours, het bemannen van de start- en rustposten.
Vaak organiseren de verenigingen ook uitstappen naar andere wandeltochten.

## Specifieke producten
Wandelsport Vlaanderen brengt in eigen beheer een ledenblad uit met de naam Wandel.be Magazine. Dit magazine verschijnt vier maal per jaar en bevat naast reportages over wandelevenementen ook nog informatie over wandelmogelijkheden in binnen- en buitenland of specifieke producten die aansluiten bij de wandelsport.
Naast het ledenblad is er ook het www.wandel.be online platform. Het platform vermeldt alle wandeltochten die georganiseerd worden door de aangesloten wandelverenigingen alsook deze van andere wandelfederaties met de nodige praktische organisatie zoals datum, start- en einduur, adres van de startplaats. Je vindt er ook inspiratie, informatie en tips over wandelen, wandeltochten, wandelbestemmingen, gezondheid, wandelreizen en uitrusting.

## Bijkomende organisaties
Binnen de koepelorganisatie bestaan er ook nog formele of minder formele samenwerkingsverbanden tussen verschillende verenigingen.  Een ervan vormt het Flanders Trails criterium. Het betreft acht bijzondere evenementen die zich specifiek richten tot de langeafstandswandelaar. Deze ontstaan vaak om gemeenschappelijk promotie te voeren voor de eigen wandeltochten, een specifieke streek te promoten en/of een element van competitie in te voeren.